# Drosera ramellosa
Drosera ramellosa es una especie de planta perenne tuberosa  perteneciente al género de plantas carnívoras Drosera. 

## Descripción
Produce de 1 a 3 tallos erectos que crecen de 4 a 12 cm de altura. Los principales tallos erectos poseen hojas alternas sólo con inflorescencias que salen de la roseta basal, lo que le distingue de los demás miembros de la sección de Stolonifera. Florece de julio a septiembre.

## Distribución y hábitat
Es endémica de Australia Occidental, en una gran región desde Kalbarri al sur de Cranbrook y al este a Mount Ragged. Crece en suelos arcillosos húmedos de invierno o de arena.

## Taxonomía
Drosera ramellosa fue formalmente descrita por primera vez por Johann Georg Christian Lehmann en 1844. Fue nuevamente descrita  por Jules Emile Planchon como Drosera penduliflora en 1848, y fue reducida a la sinonimia bajo D. ramellosa en 1864 por George Bentham. Fue publicado en Novarum et Minus Cognitarum Stirpium Pugillus 8: 40. 1844.
Etimología
Drosera: tanto su nombre científico –derivado del griego δρόσος (drosos): "rocío, gotas de rocío"– como el nombre vulgar –rocío del sol, que deriva del latín ros solis: "rocío del sol"– hacen referencia a las brillantes gotas de mucílago que aparecen en el extremo de cada hoja, y que recuerdan al rocío de la mañana.
ramellosa: epíteto
Sinonimia
- Sondera ramellosa (Lehm.) Chrtek & Slavíková, Novit. Bot. Univ. Carol. 13: 45 (1999 publ. 2000).
- Drosera penduliflora Planch., Ann. Sci. Nat., Bot., III, 9: 301 (1848).[3][4]